# Mennonite Disaster Service
Mennonite Disaster Service, MDS (рус. Служба бедствий меннонитов) — неправительственная некоммерческая организация, добровольная сеть, с помощью которой различные группы внутри анабаптистской ветви христианства оказывают помощь людям, пострадавшим от стихийных бедствий в Северной Америке. Организация была основана в 1950 году и была зарегистрирована как некоммерческая организация по форме 501(с)(3) в 1993 году.
MDS настоящее время включает в себя более 3000 членов меннонитов, амишей и братьев в церкви Христа (англ. Brethren in Christ Church). Основное внимание в организации уделяется очистке, ремонту и восстановлению домов.
MDS тесно сотрудничает с Центральным комитетом меннонитов, с организацией «Красный Крест» (в августе 2013 года был получен грант на 800 000 долларов США), с Hesston College.
Публикуемый ежеквартально бюллетень называется англ. Behind the Hammer.
Волонтёрское любительского радио Mennonet предоставляет услуги связи для MDS.
По оценке компании BBB, общий доход в 2011 году $3 606 412, потрачено на программы — 74 %, на рекламу и привлечение финансирования — 3 %, административные расходы составили 23 %.